# Logabax LX-500 series
Logabax LX-500 series (LX-500 series) је професионални рачунар фирме Logabax који је почео да се производи у Француској током 1978. године.
Користио је Z80 микропроцесорску јединицу а RAM меморија рачунара је имала капацитет од 16 KB до 64 KB зависно од модела.
Као оперативни систем коришћен је Logabax DOS, CP/M.

## Детаљни подаци
Детаљнији подаци о рачунару LX-500 series су дати у табели испод.
|                       |                                                                            |
| [ 1 ]                 |                                                                            |
| Произвођач            |                                                                            |
| Тип                   | професионални рачунар                                                      |
| Меморија              | од 16 до 64 KB                                                             |
| Поријекло             | Француска                                                                  |
| Година                | 1978                                                                       |
| Тастатура             | Logabax терминал - пуни помак тастера, 78 тастера са нумеричком тастатуром |
| Процесор              |                                                                            |
| Фреквенција процесора | 4                                                                          |
| RAM                   | од 16 до 64 KB                                                             |
| ROM                   | 2 KB                                                                       |
| Текст                 | 80 знакова x 24 линије                                                     |
| Графика               | само текст                                                                 |
| Боја                  | једна боја                                                                 |
| Звук                  | мали звучник                                                               |
| Димензије             | 26 (ширина) x 17 (висина) x 34,5 (дубина) cm. / Око 8 .                      |
| Портови               |                                                                            |
| Оперативни систем     |                                                                            |